# Acentroscelus muricatus
Acentroscelus muricatus là một loài nhện trong họ Thomisidae.
Loài này thuộc chi Acentroscelus. Acentroscelus muricatus được Cândido Firmino de Mello-Leitão miêu tả năm 1947.